# Chitose, Hokkaidō
Chitose (千歳市 (Thiên Tuế thị) Chitose-shi) là thành phố thuộc phó tỉnh Ishikari, Hokkaidō, Nhật Bản. Tính đến ngày 1 tháng 10 năm 2020, dân số ước tính thành phố là 97.950 người và mật độ dân số là 160 người/km2. Tổng diện tích thành phố là 594,5 km2.

## Giao thông

### Hàng không
- Sân bay Chitose mới

### Đường sắt
Tuyến Muroran chính chạy ngang qua phía đông thành phố nhưng không có bất kỳ nhà ga nào tại đây.
- Tuyến Chitose: Minami-Chitose - Chitose - Osatsu
- Tuyến Chitose (tuyến nhánh): Minami-Chitose - Sân bay Chitose mới
- Tuyến Sekishō : Minami-Chitose